# العلاقات الغرينادية المالطية
العلاقات الغرينادية المالطية هي العلاقات الثنائية التي تجمع بين غرينادا ومالطا.

## مقارنة بين البلدين
هذه مقارنة عامة ومرجعية للدولتين:
| وجه المقارنة                                              | غرينادا                                         | مالطا                                                     |
| --------------------------------------------------------- | ----------------------------------------------- | --------------------------------------------------------- |
| المساحة (كم2)                                             | 348                                             | 316                                                       |
| عدد السكان (نسمة)                                         | 107.83 ألف                                      | 465.29 ألف                                                |
| الكثافة السكانية (ن./كم²)                                 | 30.99 ألف                                       | 147.24 ألف                                                |
| العاصمة                                                   | سانت جورجز                                      | فاليتا                                                    |
| اللغة الرسمية                                             | لغة إنجليزية، لغة غرينادا الكريولية الإنجليزية ‏ | اللغة المالطية، لغة إنجليزية                              |
| العملة                                                    | دولار شرق الكاريبي                              | يورو، ليرة مالطية                                         |
| الناتج المحلي الإجمالي (بليون دولار)                      | 1.12 مليار                                      | 12.54 مليار                                               |
| الناتج المحلي الإجمالي (تعادل القوة الشرائية) بليون دولار | 1.45 مليار                                      | 14.68 مليار                                               |
| الناتج المحلي الإجمالي الاسمي للفرد دولار أمريكي          | 9.21 ألف                                        | 22.60 ألف                                                 |
| الناتج المحلي الإجمالي للفرد دولار أمريكي                 | 12.43 ألف                                       |                                                           |
| مؤشر التنمية البشرية                                      | 0.750                                           | 0.839                                                     |
| رمز المكالمات الدولي                                      | +1473                                           | +356                                                      |
| رمز الإنترنت                                              | .gd                                             | .mt                                                       |
| المنطقة الزمنية                                           | 00                                              | توقيت وسط أوروبا، ت ع م+01:00، ت ع م+02:00، أوروبا/مالطا ‏ |

## منظمات دولية مشتركة
يشترك البلدان في عضوية مجموعة من المنظمات الدولية، منها:
| علم المنظمة | اسم المنظمة                               | تاريخ انضمام غرينادا | تاريخ انضمام مالطا |
| ----------- | ----------------------------------------- | -------------------- | ------------------ |
|             | الاتحاد البريدي العالمي                   | ?                    | ?                  |
|             | يونسكو                                    | 17 فبراير 1975       | 10 فبراير 1965     |
|             | البنك الدولي للإنشاء والتعمير             | 27 أغسطس 1975        | 26 سبتمبر 1983     |
|             | منظمة التجارة العالمية                    | ?                    | ?                  |
|             | وكالة ضمان الاستثمار متعدد الأطراف        | 12 أبريل 1988        | 12 سبتمبر 1990     |
|             | دول الكومنولث                             | ?                    | ?                  |
|             | الاتحاد الدولي للاتصالات                  | 17 نوفمبر 1981       | 1965               |
|             | منظمة الشرطة الجنائية الدولية             | ?                    | ?                  |
|             | مؤسسة التمويل الدولية                     | 28 أغسطس 1975        | 1 يونيو 2005       |
|             | الأمم المتحدة                             | 17 سبتمبر 1974       | 1 ديسمبر 1964      |
|             | منظمة حظر الأسلحة الكيميائية              | ?                    | ?                  |
|             | المركز الدولي لتسوية المنازعات الاستشارية | 23 يونيو 1991        | 3 ديسمبر 2003      |

## وصلات خارجية
- موقع وزارة الخارجية المالطية